# John Bahcall
John Norris Bahcal (30 de desembre del 1934, Shreveport, Louisiana - 17 d'agost del 2005) fou un astrofísic estatunidenc conegut principalment per les seves aportacions sobre el problema dels neutrins solars, el seu desenvolupament del telescopi espacial Hubble i el seu lideratge i evolució de l'Institut d'Estudis Avançats de Princeton.